# Sinne (obwód sumski)
Sinne (ukr. Сінне) – wieś na Ukrainie, w obwodzie sumskim, w rejonie sumskim, w hromadzie Myropilla. W 2001 liczyła 468 mieszkańców, spośród których 453 wskazało jako ojczysty język ukraiński, 14 rosyjski, a 1 bułgarski.